# Goetheanum

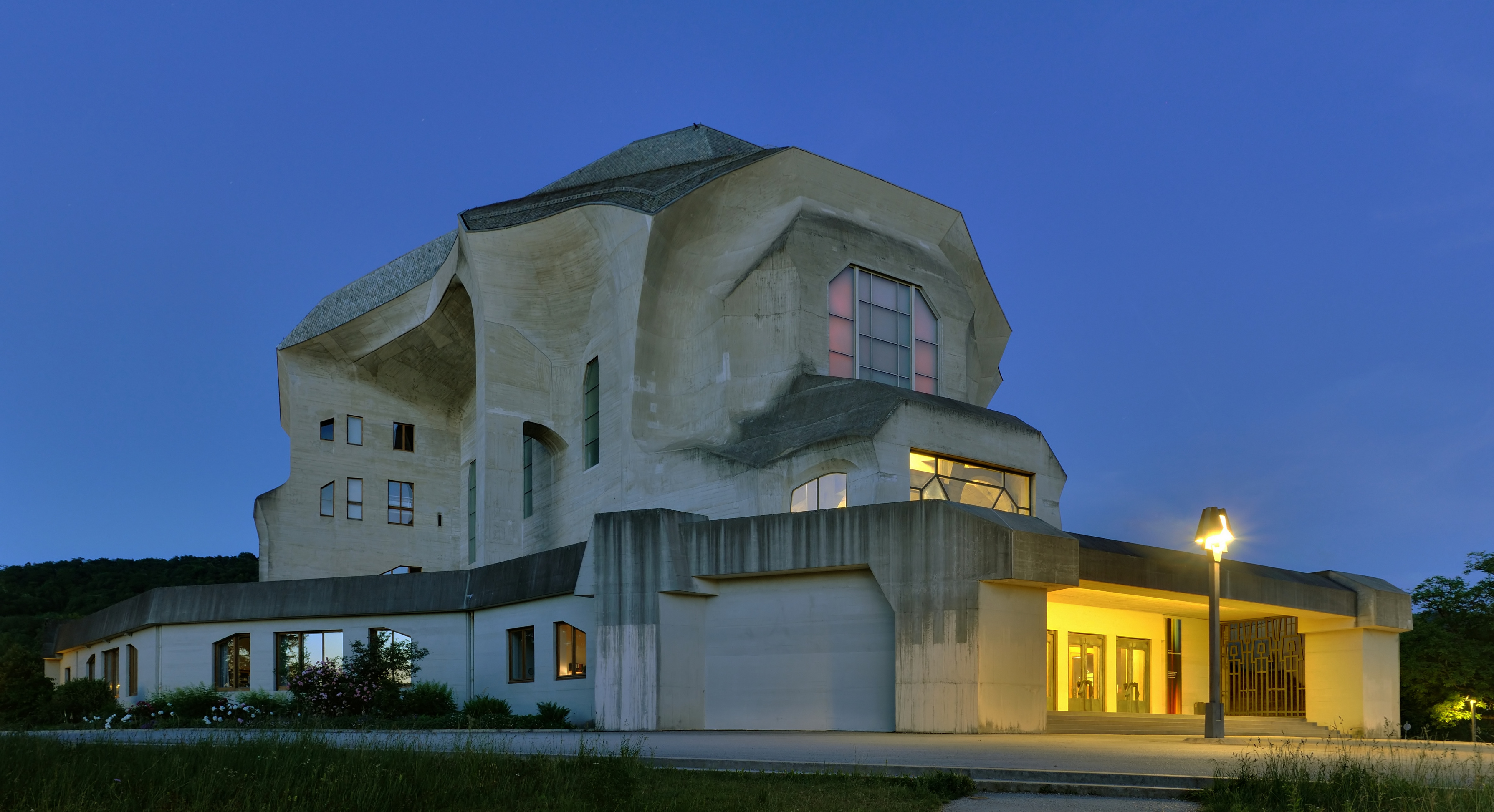
Goetheanum

Goetheanum, byggt 1924–1928 och namngivet efter Johann Wolfgang von Goethe, är en monumental scenbyggnad i Dornach, kantonen Solothurn, Schweiz. Den är designad av Rudolf Steiner, som grundade antroposofin. Byggnaden används för olika evenemang och konserter, teaterföreställningar och eurytmiuppvisningar. Antroposofiska Sällskapet har dessutom sin internationella administration i byggnaden, och där pågår nästan ständigt kurser och konferenser för yrkesmänniskor med antroposofin som grund. Goethes Faust, del I och del II, spelas där årligen i sin helhet, liksom Steiners fyra mysteriedramer. 
Detta är den andra Goetheanumbyggnaden, som invigdes 1928, tre år efter Steiners död. Det första Goetheanum påbörjades 1913 och totalförstördes genom en anlagd brand när det stod nästan färdigt den 31 december 1922. 

## Galleri

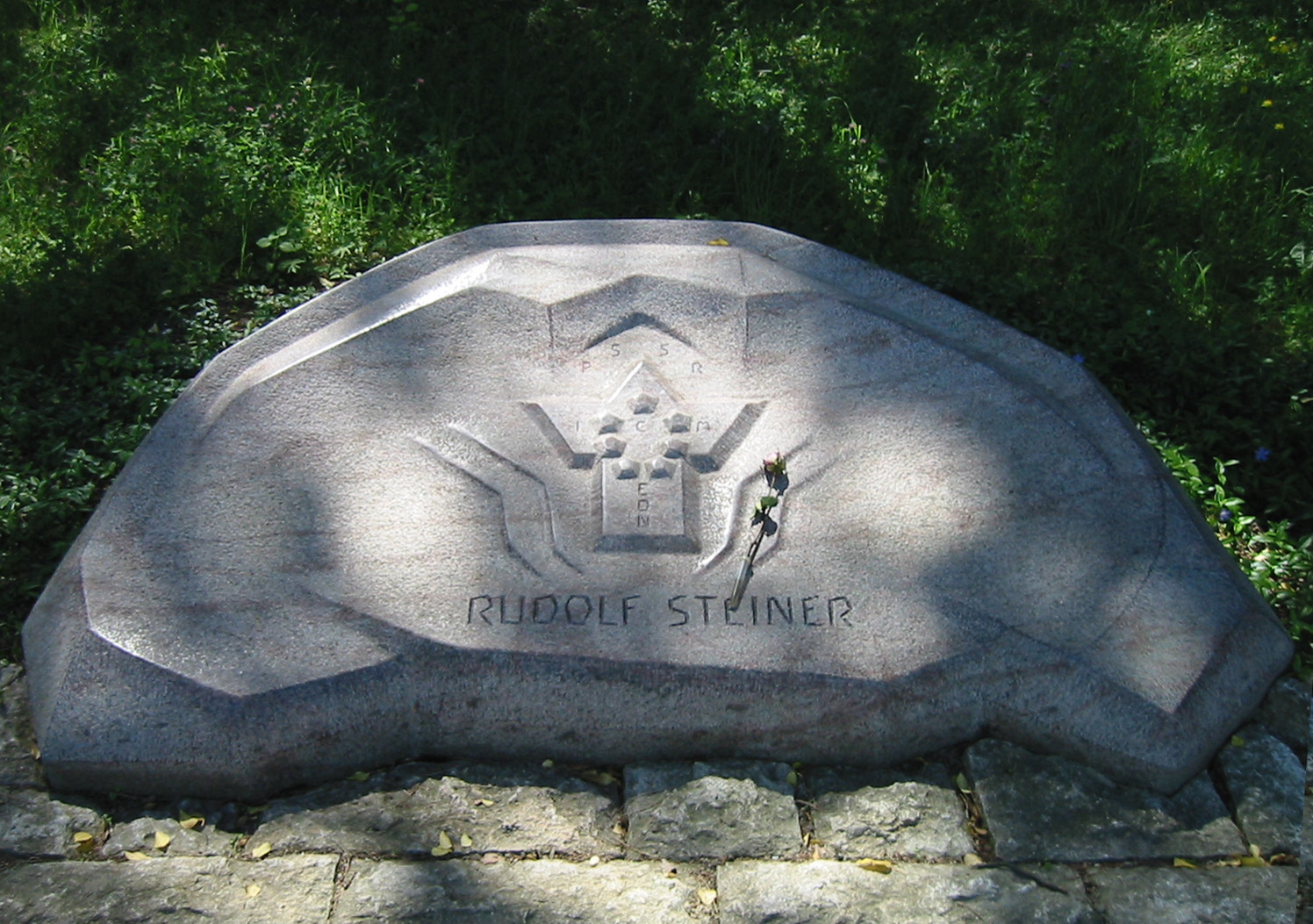
Rudolf Steiners gravsten vid Goetheanum.
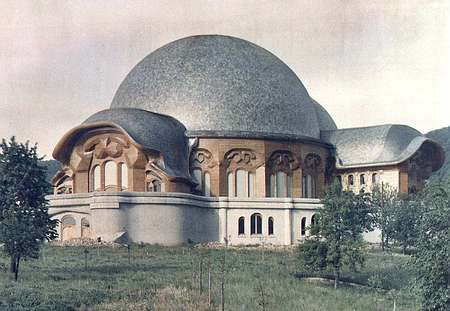
Det första Goetheanum.
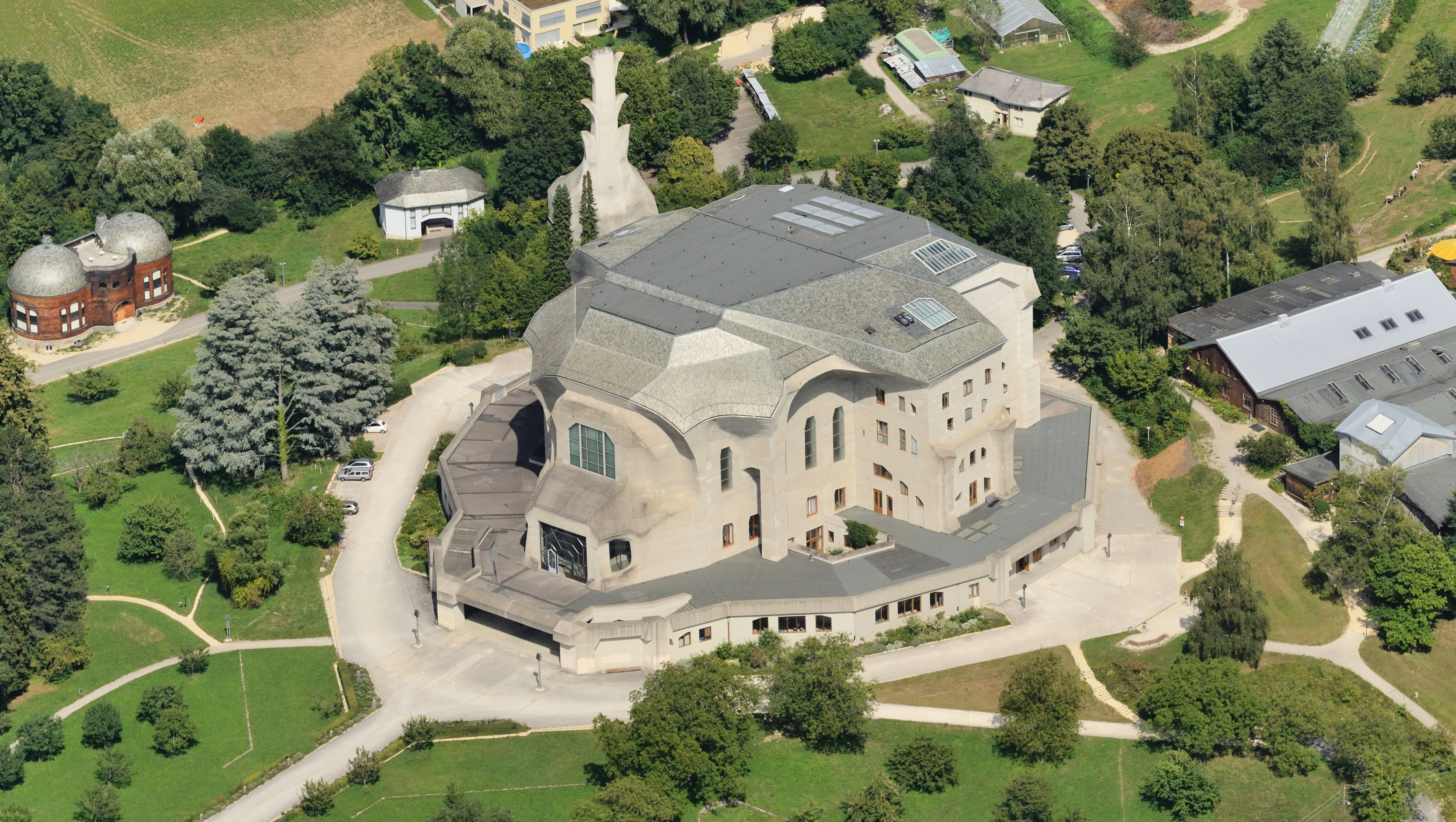
Goetheanum i Dornach.